# Sanjuro
Tsubaki Sanjuro (en japonés: 椿三十郎, Tsubaki Sanjūrō), también conocida como Sanjuro, es una película japonesa de 1962 de género jidaigeki dirigida por Akira Kurosawa. Protagonizada por Toshirō Mifune es una adaptación del cuento Días Pacíficos escrito por Shūgorō Yamamoto. Destaca por ser la secuela de la película Yojimbo (1961) dirigida por Kurosawa y también interpretada por Mifune.

## Sinopsis
En el Japón de la era Tokugawa nueve jóvenes samuráis deciden enfrentarse a la corrupción que asola su clan. Tras conseguir el apoyo del inspector de policía Kikui se preparan para llevar a cabo su plan pero son emboscados por las mismas fuerzas corruptas con las que pretenden enfrentarse. Su ingenuidad e indefensión hace que se ganen la simpatía de un rōnin vagabundo, de personalidad amarga y pragmática (Toshiro Mifune), quien los salva de los atacantes.
Los samuráis pretenden liberar al chambelán del clan y su familia quienes fueron capturados por su culpa. El pequeño grupo consigue liberar a la esposa y a la hija del chambelán quienes se encontraban cautivas en su casa. Cuando la esposa del chambelán pregunta por su nombre al samurái errante, mirando a su alrededor y, al ver las camelias, responde "Tsubaki Sanjuro", un pseudónimo que significa "camelia" y "treinta y tantos" causando risa en el grupo. 
Después de varias aventuras y planes fallidos, Sanjuro, decide infiltrarse en territorio enemigo para averiguar dónde se encuentra encarcelado el chambelán. Pero la impaciencia de sus compañeros lo obliga a improvisar a fin de salvar el día. Una vez Sanjuro se las arregla para rescatar al chambelán el rōnin sin nombre y el oficial corrupto Muroto Hanbei (Tatsuya Nakadai) se enfrentan por el honor de ambos.

## Reparto
| Actor             | Personaje             |
| ----------------- | --------------------- |
| Toshirō Mifune    | Sanjuro Tsubaki       |
| Tatsuya Nakadai   | Hanbei Muroto         |
| Yūzō Kayama       | Iori Izaka            |
| Reiko Dan         | Chidori               |
| Takashi Shimura   | Kurofuji              |
| Kamatari Fujiwara | Takebayashi           |
| Takako Irie       | Esposa de Mutsuta     |
| Masao Shimizu     | Kikui                 |
| Yūnosuke Loō      | Mutsuta, el chambelán |

## Producción

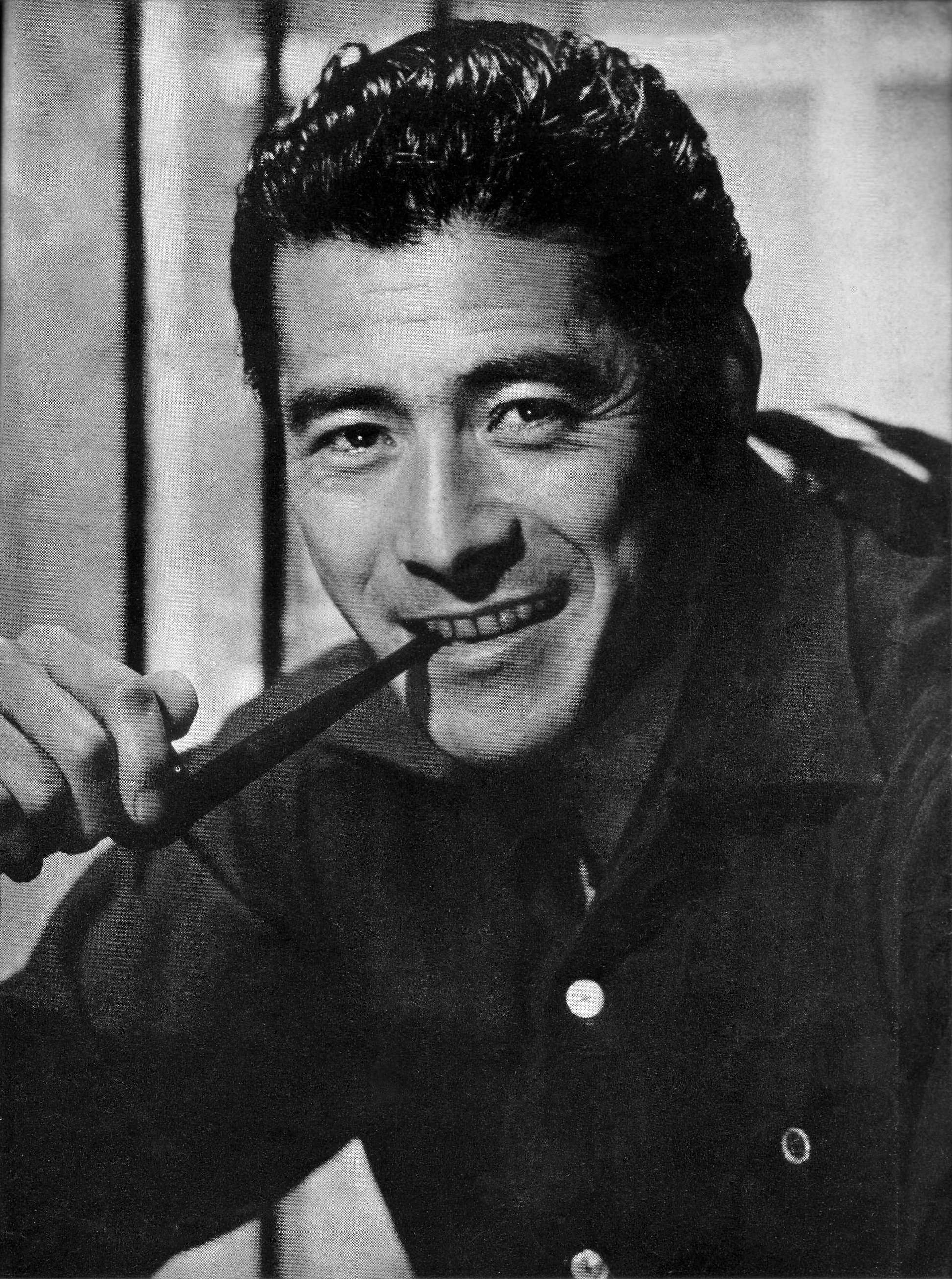
Toshirō Mifune, protagonista de la película.

La historia está basada en gran parte en el cuento Días Pacíficos (日日平安 Nichinichi hei-un) de Shūgorō Yamamoto. Aunque originalmente Sanjuro se planeó como una adaptación directa del cuento, tras el éxito de Yojimbo (1961) el estudio decidió convertirla en una secuela protagonizada por el mismo antihéroe sin nombre, para lo cual Kurosawa reformuló el guion completamente.
La escena donde un solo pétalo cae en un arroyo agitado fue bastante difícil de realizar. Originalmente el personal consideró utilizar un cable de piano pero temieron que este fuera demasiado fácil de notar dentro de la película. Una diseñadora de vestuario sugirió desenredar una pantimedia de nailon y usar el filamento; cuando el método probó ser un éxito, el utilero Shoji Jinbo afirmó que la felicidad que sintió fue "indescriptible".
En un documental alusivo sobre el rodaje de la película el actor Tatsuya Nakadai y el diseñador de producción Yoshiro Muraki discuten la "explosión de sangre" del clímax de la película. En el momento en que se activó la manguera del compresor sujeta a Nakadai, para hacer el efecto, la misma reventó causando un inmenso chorro de sangre. Nakadai indicó que la presión fue tan fuerte que casi lo levantó del suelo y requirió de toda su fuerza para completar la escena.

## Estreno
Sanjuro fue estrenada el primero de enero de 1962 en Japón por el distribuidor Toho. Sanjuro se convirtió en la película más taquillera estrenada por Toho en 1962 y fue la segunda más taquillera de todas las producciones japonesas estrenadas en salas de cine.

## Nueva versión
En 2007 se estrenó una nueva versión de la película, titulada Tsubaki Sanjuro, dirigida por Yoshimitsu Morita y protagonizada por Yuji Oda.

## Recepción
La película ha sido recibida de manera positiva por los críticos. En 2020 obtiene un 100% de críticas positivas en el sitio web Rotten Tomatoes con una puntuación media de 9,5 de 10. En IMDb la película es calificada con un 8,1 sobre 10 basándose en 29 251 puntuaciones. En FilmAffinity, con 3551 votos, obtiene una calificación de 7,8 sobre 10 siendo la valoración de críticos profesiones del 7,5 sobre 10.